# Peter Townsend (Schriftsteller)

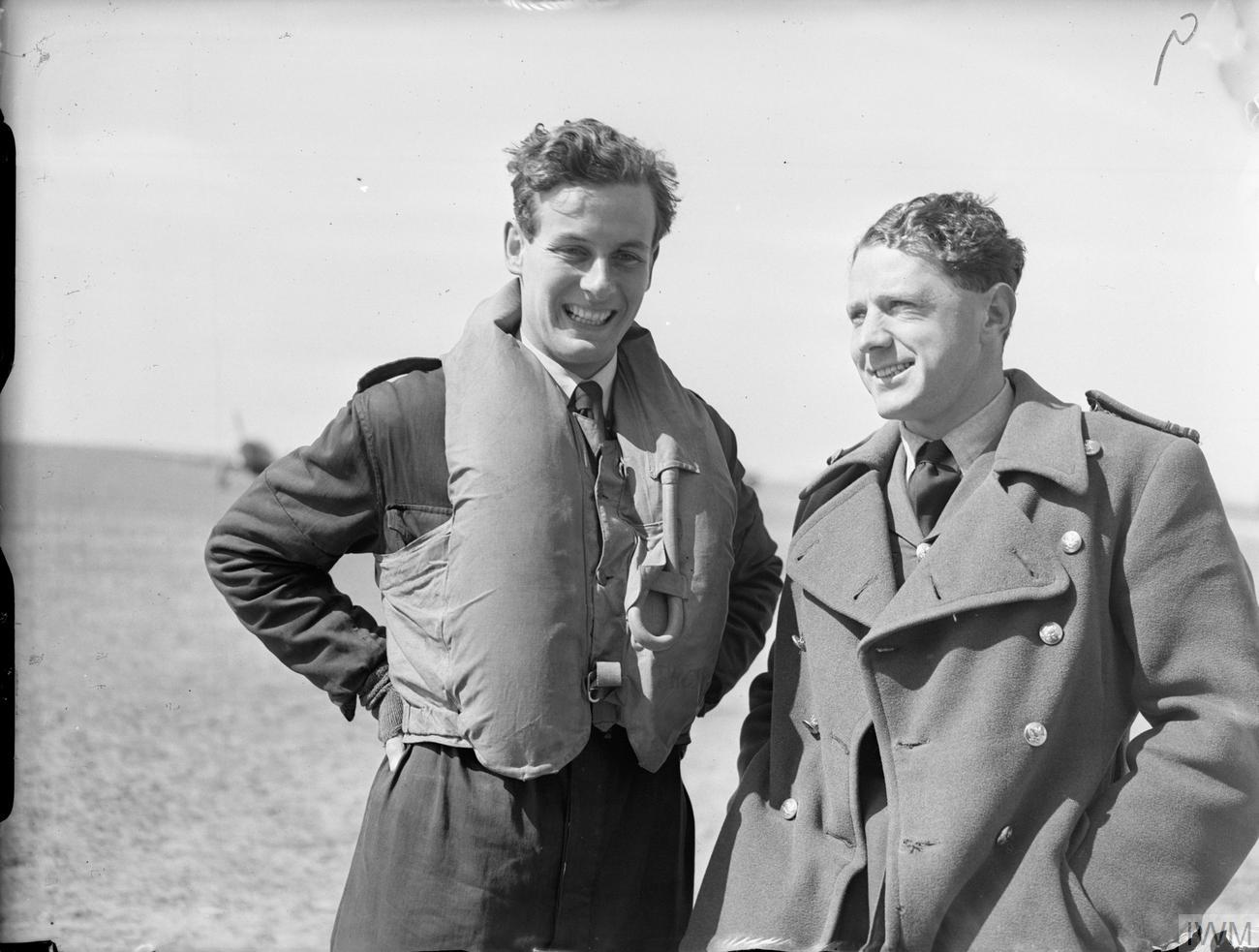
Flight Lieutenant Townsend (links) während des Zweiten Weltkrieges, 1940

Peter Wooldridge Townsend CVO, DSO, DFC mit Spange (* 22. November 1914 in Rangun, Britisch-Indien/Burma; † 19. Juni 1995 in Saint-Léger-en-Yvelines, Département Yvelines, Frankreich) war ein britischer Jagdflieger und Schriftsteller. Bekanntheit erlangte er durch seine Liebesbeziehung mit Prinzessin Margaret, die aufgrund seines Familienstandes nicht in eine Ehe mündete.

## Leben

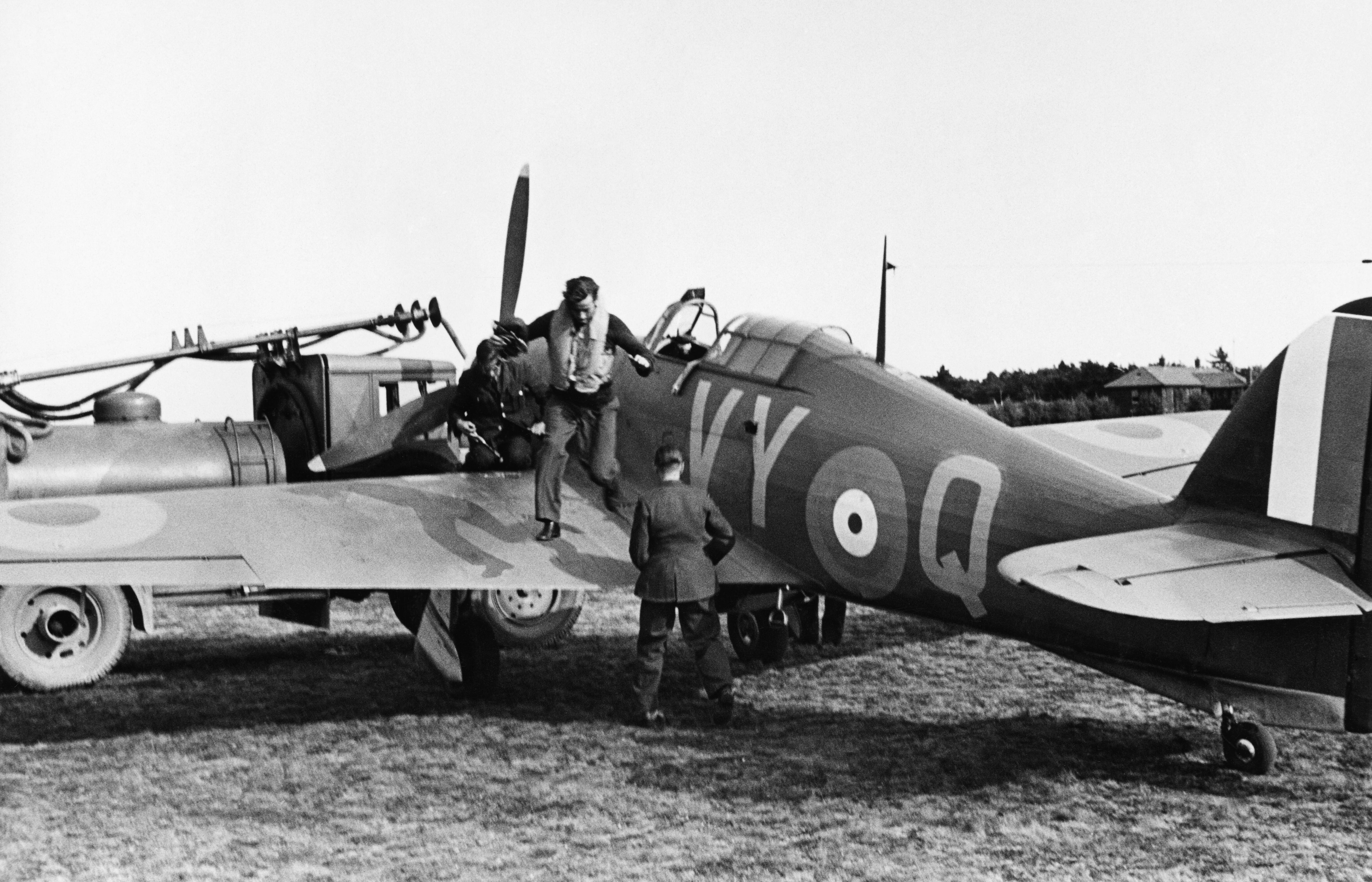
Peter Townsend (Bildmitte) im Zweiten Weltkrieg

Townsend verbrachte seine frühe Kindheit in Indien und besuchte dann die Schule in Haileybury in Großbritannien. Im Jahre 1933 trat er in die Royal Air Force ein und absolvierte das Royal Air Force College in Cranwell. Im Zweiten Weltkrieg war er Jagdflieger und am 3. Februar 1940 am Abschuss des ersten deutschen Bombers, der auf britischem Boden abstürzte, beteiligt. Er wurde 1941 in den temporären Rang eines Wing Commander und 1953 zum Group Captain befördert.
Er war mit Rose Mary Pawle verheiratet. Aus der Ehe gingen zwei Söhne hervor, Giles (* 1942) und Hugo (* 1945). Die Ehe wurde 1952  geschieden.
Im Jahre 1940 wurde Townsend König Georg VI. vorgestellt und war von 1944 bis 1952 königlicher Stallmeister. Unter anderem war es seine Aufgabe, Georgs Töchter, Elizabeth (die spätere Königin) und Margaret, auf Empfängen und Reisen zu begleiten. 1950 wurde ihm das Amt eines stellvertretenden Haushofmeisters im Buckingham Palace übertragen. Von 1952 bis 1953 war er Hofstallmeister der Königinmutter Elizabeth Bowes-Lyon in Clarence House. Von 1953 bis 1956 diente Townsend als Luftwaffenattaché in Brüssel.

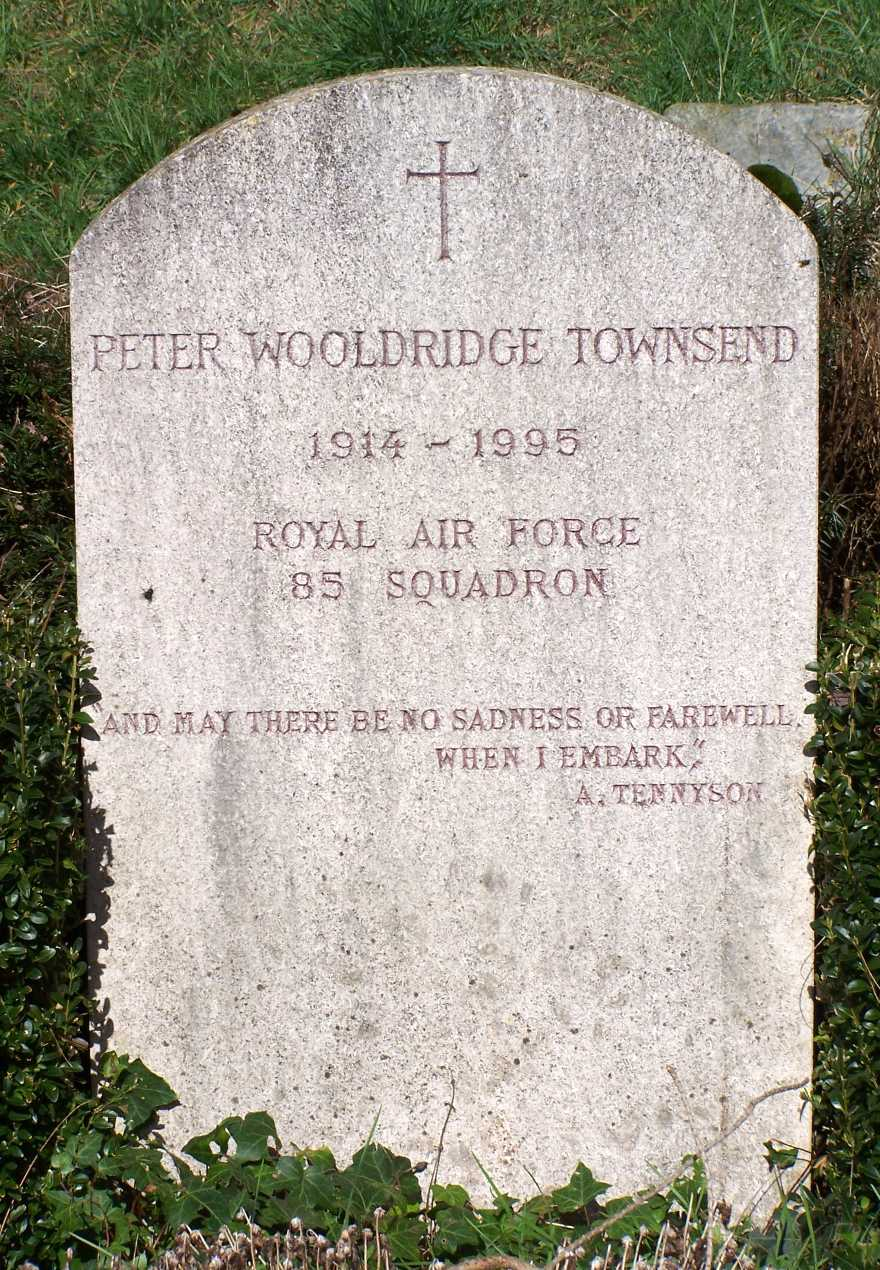
Townsends Grab in Saint-Léger-en-Yvelines

Im Juli 1953 kamen Gerüchte über eine Romanze zwischen Townsend und Prinzessin Margaret auf. Daraufhin wurde er an die britische Botschaft in Brüssel versetzt, an der er bis 1956 blieb. Im März 1955 gab es Gerüchte über eine bevorstehende Hochzeit zwischen ihm und Margaret. Als problematisch wurde hierbei nicht seine bürgerliche Herkunft, sondern seine Scheidung im Jahr 1952 angesehen. Am 31. Oktober 1955 erklärte Margaret ihren Verzicht auf die Heirat.
Im Oktober 1956 verließ Townsend die britische Botschaft in Brüssel, um eine Weltreise anzutreten. Daraus entstand ein Dokumentarfilm sowie der Reisebericht Erde, Du meine Freundin, den er 1959 veröffentlichte.
Townsend heiratete 1959 die Belgierin Marie-Luce Jamagne. Die Ehe, aus der zwei Töchter und ein Sohn hervorging, hielt bis zu seinem Tod.
Im Jahr 1988 ließ Townsend seine Kriegsorden versteigern. Den Erlös von umgerechnet rund 60.000 DM stellte er Kindern in Kriegsgebieten zur Verfügung.
Er starb 1995 an Magenkrebs.

## Werke
- Duell der Adler (auf Deutsch 1970) über die Luftschlacht um England
- The Last Emperor (1975), eine Biographie über König Georg VI.
- Time and Chance (1978), eine Autobiographie
- The Smallest Pawns in the Game (1979)
- The Girl in the White Ship (1981)
- The Postman of Nagasaki (1984)
- Duel in the Dark (1986)
- The Night Blitz (1985) mit Zeugenaussagen über die Nachtangriffe der Luftwaffe während der Luftschlacht um England